# Janet Beccaloni
Janet „Jan“ Beccaloni (geboren am 26. Dezember 1966) ist eine britische Arachnologin und Kuratorin der Sammlungen von Spinnentieren, Tausendfüßern, Bärtierchen und Stummelfüßern des Natural History Museum in London.

## Ausbildung und Beruf
Janet Beccaloni arbeitete von 1986 bis 1990 als Mikrobiologin bei Thames Water. Anschließend, bis 1997, war sie Kuratorin der Sammlungen von Schnabelkerfen und Köcherfliegen des Natural History Museum. Seit 1997 ist sie dort Kuratorin für Spinnentiere, Tausendfüßer, Bärtierchen und Stummelfüßer und für einen Sammlungsbestand von mehr als 3 Millionen Exemplaren verantwortlich. Während ihrer Tätigkeit für das Natural History Museum absolvierte sie von 1990 bis 1997 berufsbegleitend ein Bachelorstudium an der Open University. Von 1999 bis 2000 studierte sie am University College London Museumswissenschaft und erhielt einen Masterabschluss.

## Forschung
Janet Beccaloni forscht zur Erhaltung von biologischen Präparaten in Alkohol und anderen Konservierungsflüssigkeiten, insbesondere zum Schutz der DNA des Sammlungsgutes.
Zu ihren Aufgaben als Kuratorin gehören Freilandstudien und die nationale und internationale Zusammenarbeit mit Forschungseinrichtungen, Museen und Verbänden. Beccaloni ist ehrenamtliche Artenschutzbeauftragte der British Arachnological Society.

## Erstbeschreibung
- Macronyssus macroscutatus Baker & Beccaloni, 2006 (Mesostigmata: Macronyssidae)[2]

## Dedikationsnamen (Auswahl)
- Euscorpiops beccaloniae Kovařík, 2005 (Scorpiones: Euscorpiidae)
- Heterometrus beccaloniae Kovařík, 2004 (Scorpiones: Scorpionidae)[3]
- Oncodopus janetae Ünal & G. W. Beccaloni, 2017 (Orthoptera: Tettigoniidae)[4]

## Veröffentlichungen (Auswahl)
- Anne S. Baker und Janet Beccaloni: Macronyssus macroscutatus (Mesostigmata: Macronyssidae), a new mite species from bats of the genus Nyctalus (Chiroptera: Vespertilionidae) in England. In: Systematic and Applied Acarology 2006, Band 11, Nr. 2, S. 167–174, doi:10.11158/saa.11.2.4.
- Janet Beccaloni: Arachnids. University of California Press, Berkeley 2009, ISBN 978-0-520-26140-2.
- Janet Beccaloni: The Arachnida and Myriapoda collections at the Natural History Museum, past and present. In: Bulletin of the British Arachnological Society 2012, Band 15, Nr. 9, S. 303–312, doi:10.13156/arac.2012.15.9.303.
- Janet Beccaloni: The curation of Arachnida collections in alcohol: An international survey. In: Collection Forum 2016, Band 30, Nr. 1–2, S. 96–110, doi:10.14351/0831-4985-30.1.96.